# Christenberg

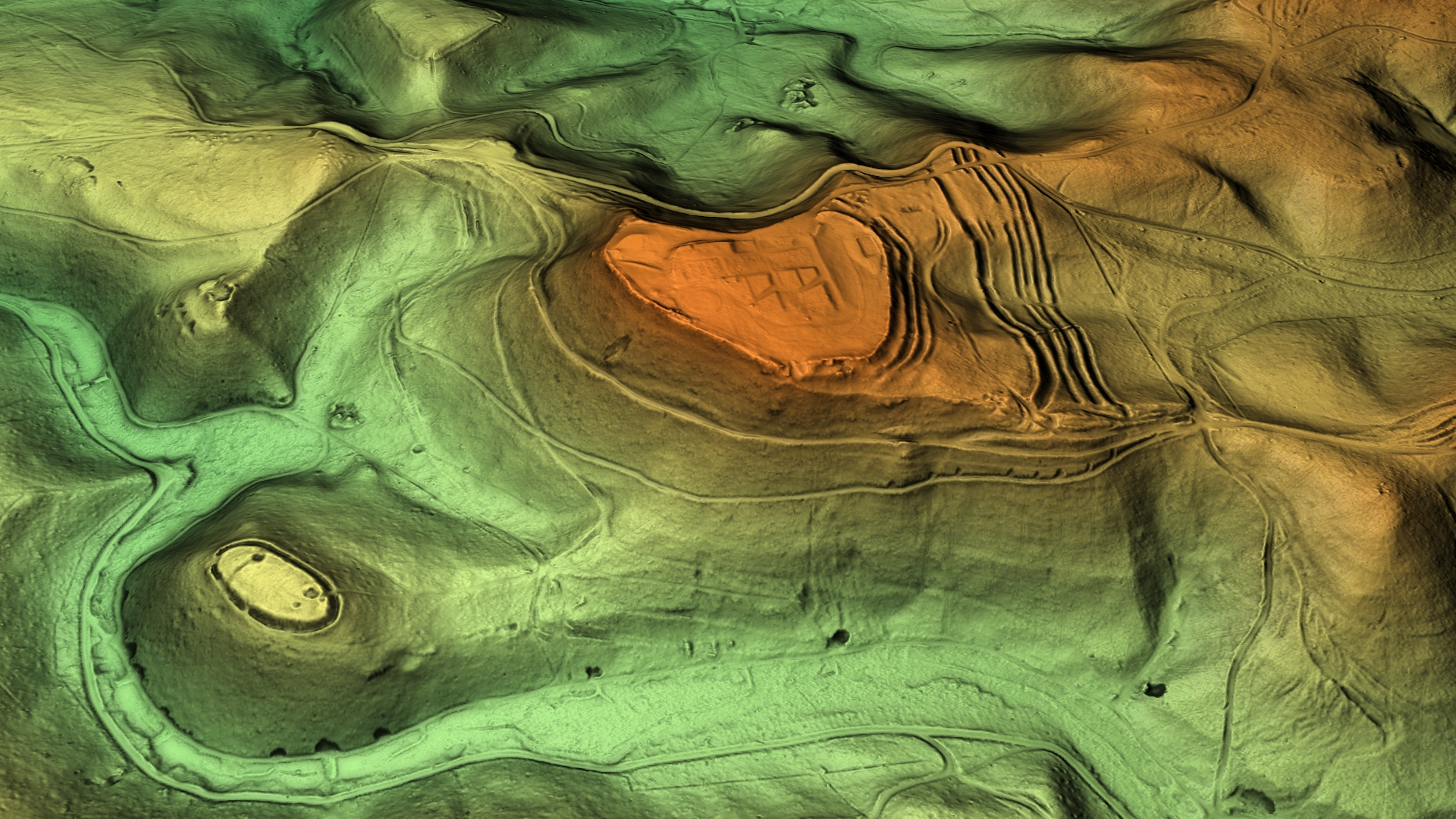
3D-Ansicht des digitalen Geländemodells

Der Christenberg (früher Kesterburg) ist ein 387 m ü. NHN hoher Berg, Burgstelle, ehemalige Siedlungsstätte und Kirchenstandort im Burgwald, im Norden des heutigen Landkreises Marburg-Biedenkopf in Hessen (Deutschland).

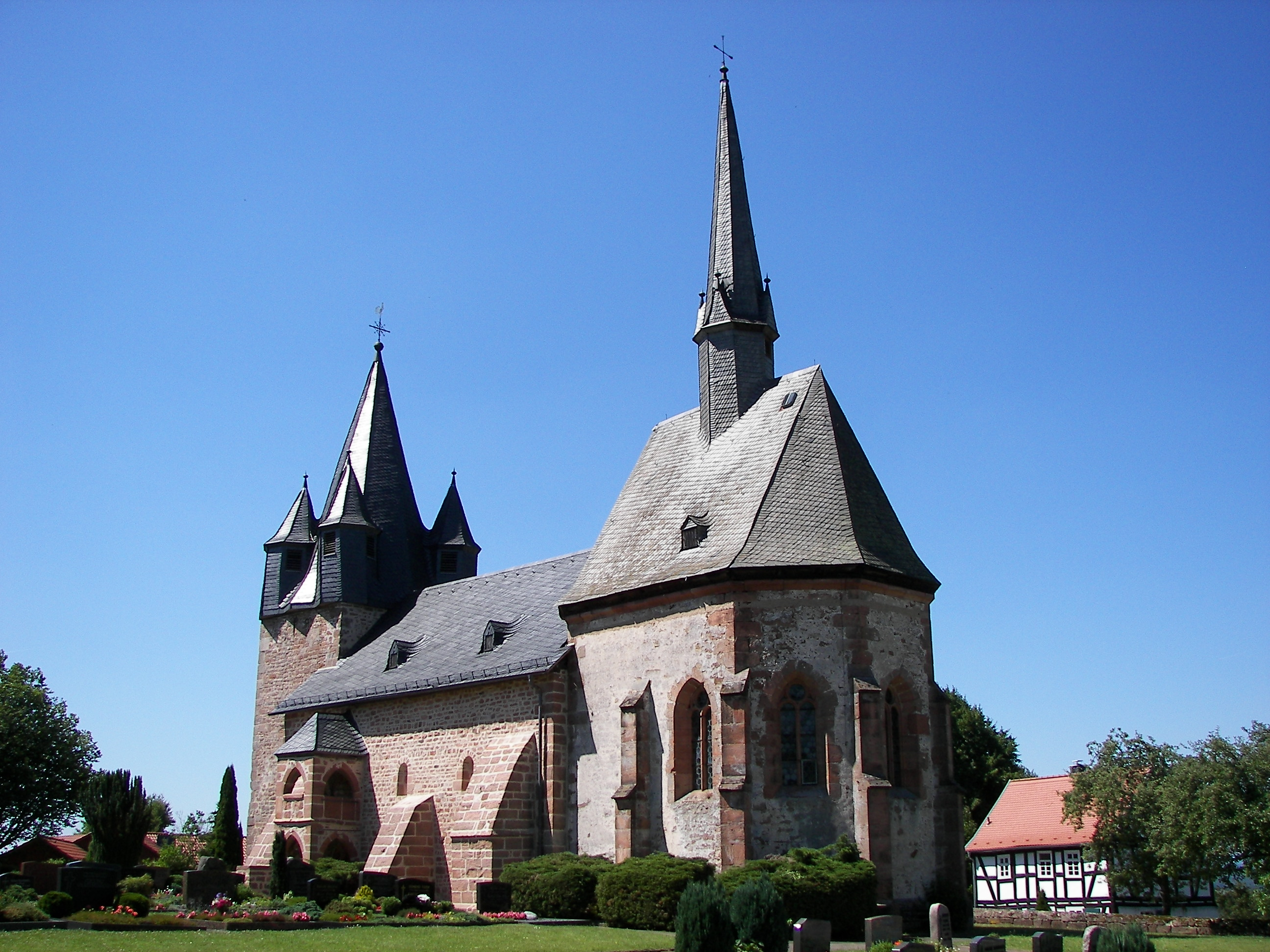
Martinskirche, Südostansicht

Als Kuppe aus Buntsandstein befindet sich der Christenberg etwa 2 km (Luftlinie) östlich von Münchhausen als Exklave in der Gemarkung von Münchhausen. Eigentümerin des Bergplateaus ist die evangelische Kirchengemeinde Münchhausen. Auf seinem Gipfel steht am Ort der keltischen und späteren fränkischen Festungsanlagen, inmitten eines Friedhofs, die Martinskirche. In der Nähe befindet sich außerdem ein Ausflugslokal. In der westlichen Umgebung des Gipfels wurden Hügelgräber gefunden, die Bestattungsorte der früher auf dem Berg befindlichen Ansiedlungen sein könnten. Vom höchsten Punkt des Christenberges kann man u. a. zum Kellerwald blicken.
Auf dem nördlichen Hang des Christenbergs befindet sich das Naturschutzgebiet „Christenberg“ (1534003) sowie das fast flächengleiche FFH-Gebiet „Christenberg“ (5018-302).

## Geschichte

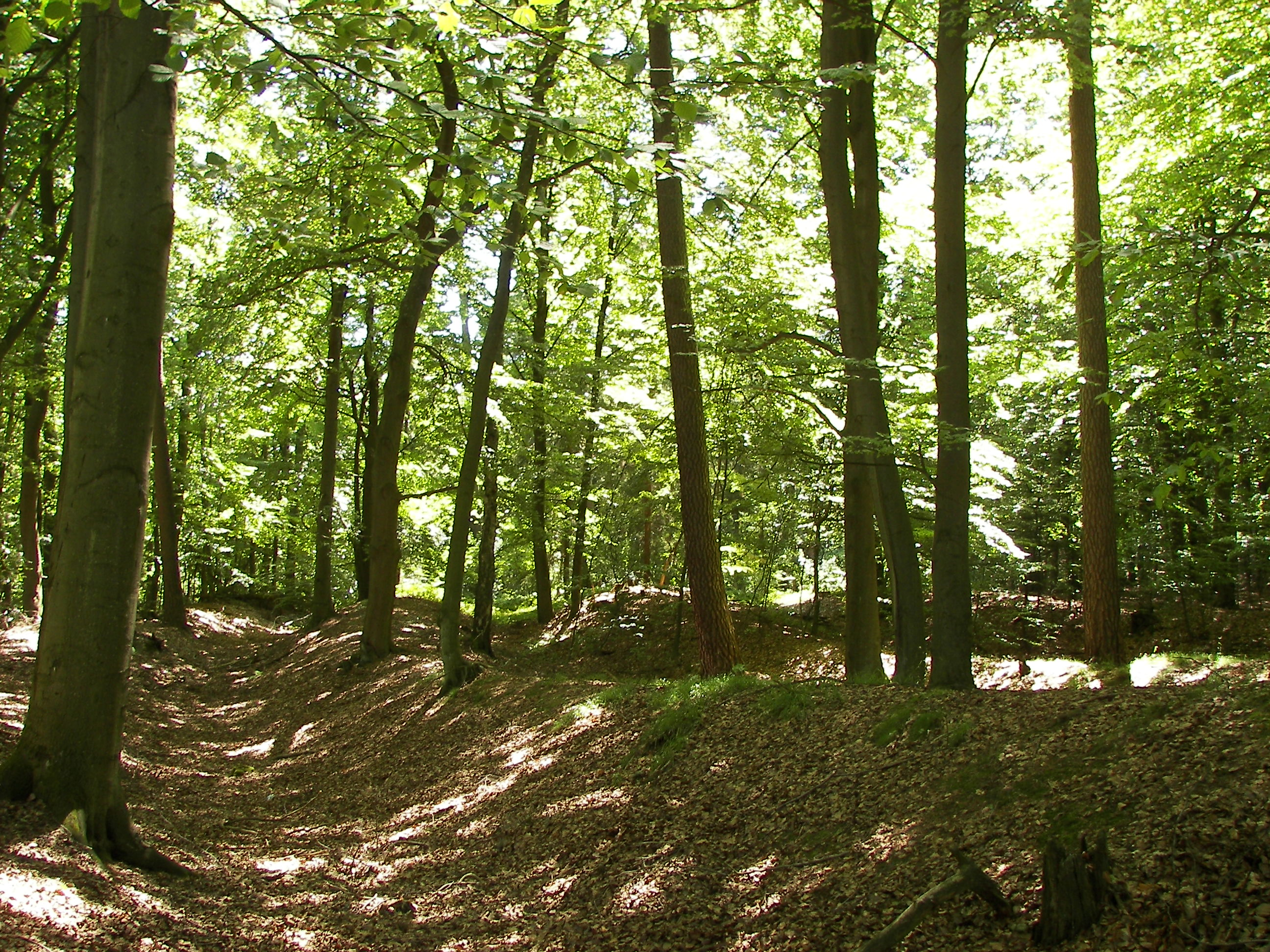
Wall und Graben um den Christenberg

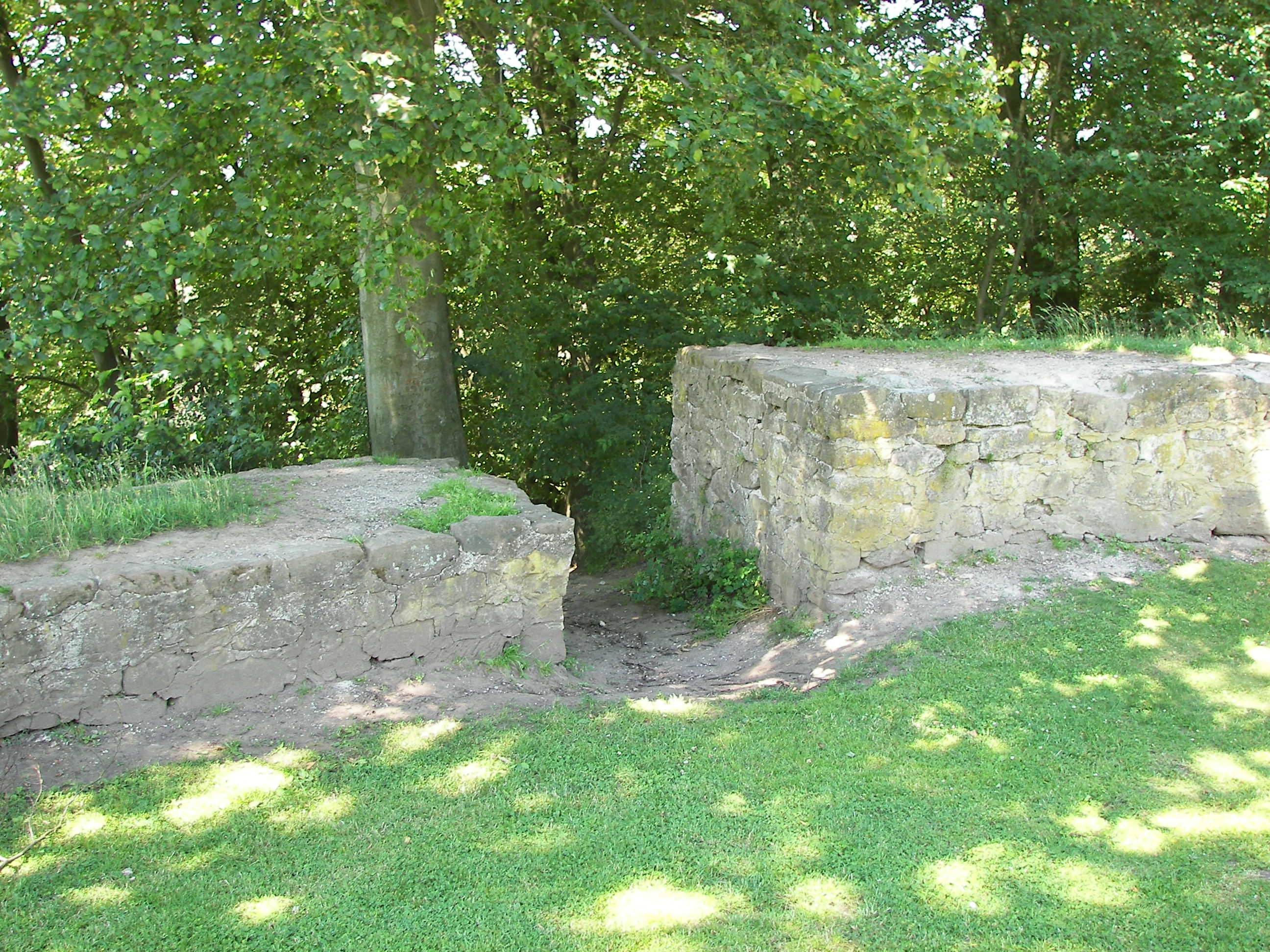
Burgmauerreste aus der Frankenzeit

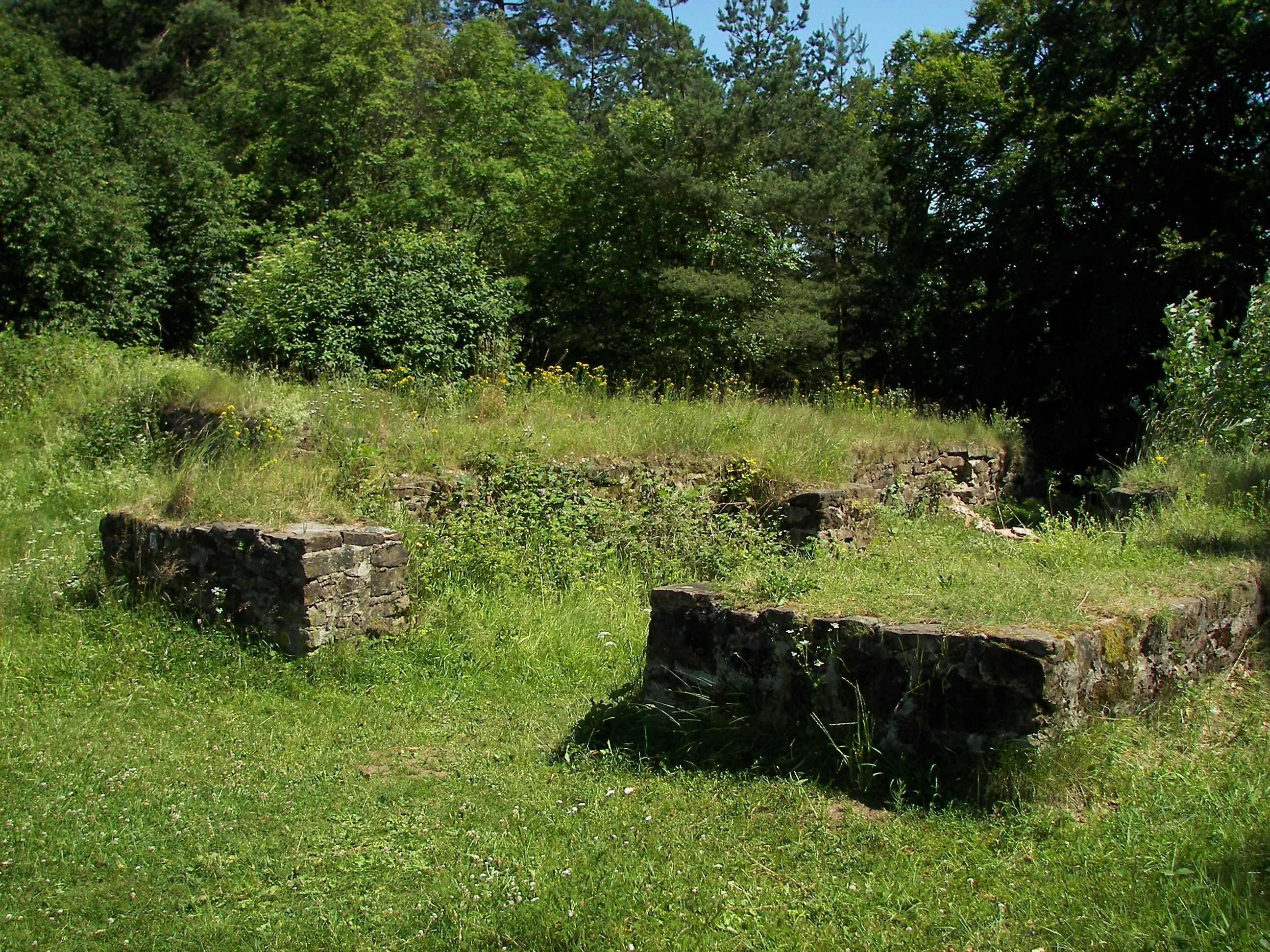
Das sogenannte Südtor auf dem Christenberg

### Die Lützelburg: Erste keltische Besiedlung
In der späten Hallstattzeit wurde auf einer Erhebung etwa 500 m nordwestlich des Plateaus auf dem Gipfel des Christenbergs die erste bekannte Ansiedlung errichtet. Auf ca. 1,5 ha entstand eine durch einen Wall umschlossene keltische Befestigungsanlage, die nach dem heutigen Gemarkungsnamen Lützelburg genannt wird. Ab dieser Zeit ist für die Umgebung des Christenberges eine dichte Besiedlung nachweisbar.

### Befestigung des Bergplateaus
In der frühen La-Tène-Zeit (um 420 v. Chr.) wurde das ca. 3 ha umfassende, an drei Seiten durch Abhänge geschützte und eine Frischwasserquelle bergende Plateau des Berges von den Kelten auf der einzigen leicht zugänglichen Seite in Richtung Osten mit einer Kastenmauer aus Baumstämmen, Erdreich und Steinen befestigt und später noch durch einen vorgelagerten Graben gesichert. Vermutlich handelte es sich um die Erbauer der Lützelburg. Archäologische Funde im Inneren der Befestigungsanlage deuten auf eine dichte Bebauung mit Holzgebäuden hin. Auch ehemalige Lager und Vorratsgruben für Nahrungsmittel wurden bei den zwischen 1964 und 1970 durchgeführten Ausgrabungsarbeiten entdeckt. Weitere Artefakte deuten auf lokales Handwerk sowie auf Verbindungen zu keltischen Siedlungen auf dem Balkan und im heutigen Böhmen hin. Um 200 v. Chr. wurde die Ansiedlung nach einem Brand aufgegeben.

### Fränkisches Kastell zur Zeit der Sachsenkriege
Erst in der Zeit der Karolingerherrschaft im Frankenreich wurde der Ort wiederum befestigt, diesmal mit einer umschließenden Mauer und einer doppelten Mauer zur Ostseite hin. Die Anlage wurde in der Folge mehrfach erweitert durch Vorwälle, Spitzgräben und einen Rundturm im Nordwesten des Geländes. Mauerreste sind noch heute sichtbar bzw. wurden teilweise nach dem alten Verlauf angelegt. Funde legen eine vornehmlich militärische Nutzung nahe. Dass 778 während der Sachsenkriege die Schlacht von Laisa und Battenberg ganz in der Nähe des Christenbergs stattfand, stützt diese These.
Dass der Missionar und spätere Heilige Bonifatius am Christenberg gewirkt haben soll, wird vielfach angenommen, kann aber nicht bewiesen werden.
Im 13. Jahrhundert in den Regesten des Klosters Haina als Kestelburg (1227) bezeichnet, wandelt sich der Name lautmalerisch zu Kestelberg (1240/49), Kesterborg (1309) und Kestirburg (1393), um dann (vermutlich mit der Kirchenentstehung) sich ab dem 15. Jahrhundert in Crustenberg (1453), Christenburch (1462), Crystenberg (1577) zum heutigen Christenberg zu wandeln. Die frühmittelalterlich genannte Kesterburg wird oft mit der Büraburg verglichen.

### Dekanat Kesterburg

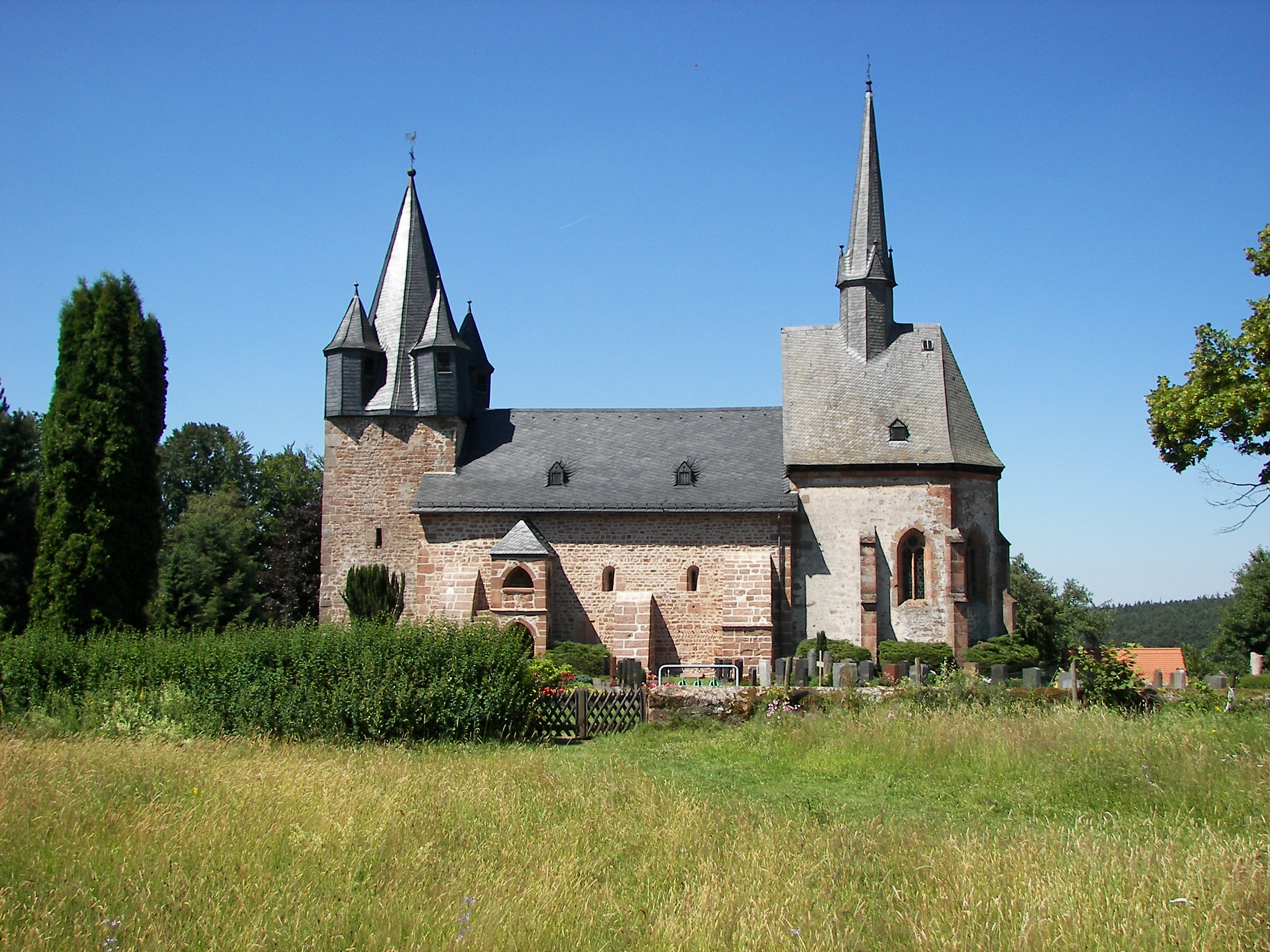
Die Martinskirche

1227 findet sich der Name „Kesterburg“ erstmals in einer Urkunde. Vom Mittelalter bis zum Jahr 1522 bestand das gleichnamige Dekanat Kesterberg des Erzbistums Mainz nebst einem Kloster als Keimzelle des heutigen Ortsteils Münchhausen (ehem. Munichehusen, Monchehusen).
Mit der religiös bedeutsamen Geschichte des Ortes hängt wahrscheinlich falsche, volksetymologische Bildung der heutigen Bezeichnung Christenberg (seit 1625 belegt) zusammen. „Kesterburg“ leitete sich aber wahrscheinlich von lat. castrum = Burg ab. In die Zeit des Christenbergs als geistliches Zentrum fällt auch die Erweiterung der Martinskirche, deren Vorgängerbau aus der Zeit um die erste nachchristliche Jahrtausendwende errichtet wurde.

## Martinskirche

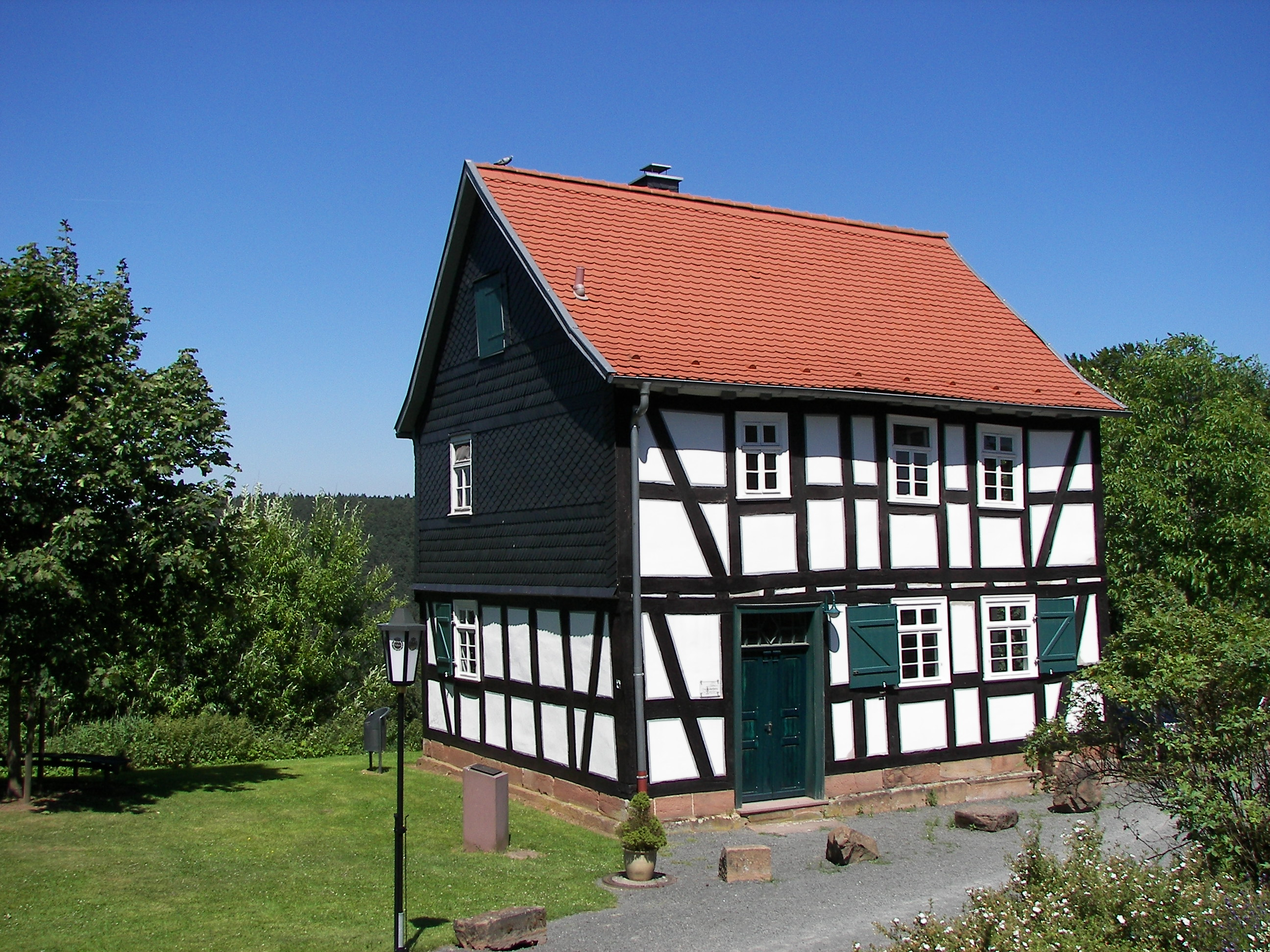
Küsterhaus

Der heute evangelische Kirchenbau aus dem lokal vorhandenen roten Sandstein wurde im romanischen Architekturstil errichtet und ist der Nachfolgebau eines vermutlich karolingischen Gotteshauses an dieser Stelle. Sein einschiffiges Langhaus und der Wehrturm stammen aus der Zeit um 1000. Das Chorgebäude, das das Langhaus an der Ostseite abschließt, wurde erst 1520 hinzugefügt. Eine weitere Besonderheit ist eine Außenkanzel an der Südseite, die um 1500 errichtet wurde. Die Kirche wird noch heute von der Kirchengemeinde Münchhausen für Trauergottesdienste und eine Lichtmess am Heiligabend genutzt. Ihr Martinspatrozinium erhielt die Kirche bereits sehr früh, vermutlich schon im 7. Jahrhundert ein Vorgängerbau der heutigen Kirche.
Nahe bei der Kirche befindet sich ein historisches Küsterhaus in Fachwerkbauweise, für das ebenfalls Vorgängerbauten belegt sind. Heute beherbergt es ein vom Förderkreis Christenberg e. V. betreutes Museum mit einer Dauerausstellung zur Geschichte des Christenberges. Im Obergeschoss sind die Wohnräume des Küsterhauses zu besichtigen, wie sie etwa um 1920 ausgesehen haben.
Den Schlüssel zur Martinskirche und zum historischen Küsterhaus kann man im Waldgasthaus Christenberg ausleihen.
Der Friedhof, der sich um die Martinskirche herum erstreckt, wird heute noch für Begräbnisse genutzt.

## Sage
Es gibt die Sage, dass die Kirche auf dem Christenberg eigentlich die älteste Kirche Hessens wäre, und die heidnischen Hessen dem Götzen Kastor einen Tempel erbaut und diesen Gotte darin verehrt haben, daher der Name Kastorburg / Kesterburg abgeleitet wird. Bonifatius soll hier einst gepredigt und das Christentum eingeführt haben, wovon sein Fußabdruck etwa zweihundert Schritt von der Kirche entfernt Zeugnis abgebe.
Eine weitere Sage vom König Grünwald handelt vom Schauplatz Christenberg als Mittelpunkt einer königlichen Herrschaft und wie umgebende Orte zu ihren Namen kamen.

## Schutzbereiche

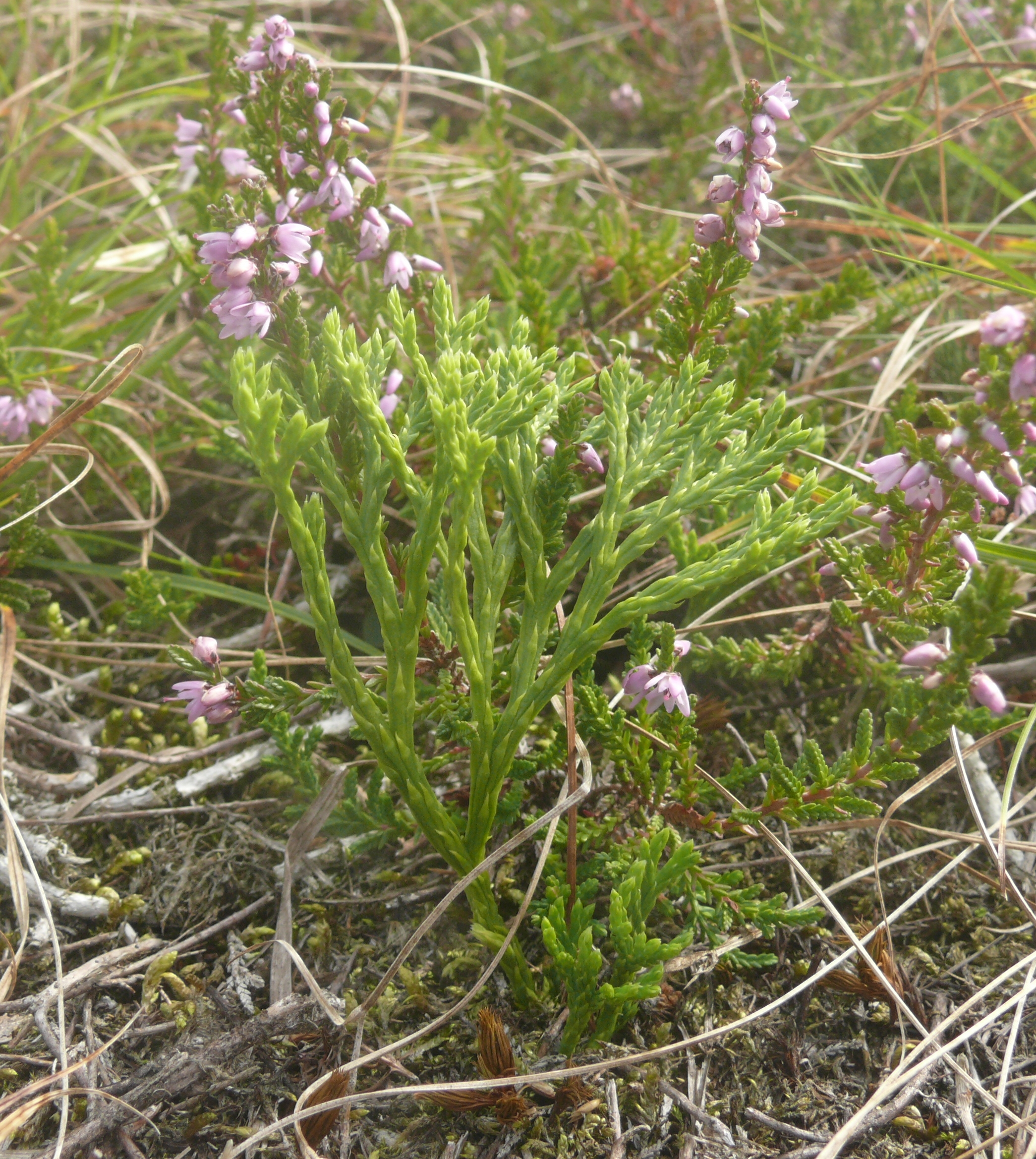
Zeillers Flachbärlapp (Diphasiastrum zeilleri)

Der Nordabhang des Christenbergs und Teile des Thalhäuser Grunds entlang des Silberbornbachs sind seit 2004 als FFH-Gebiet ausgewiesen. Das FFH-Gebiet hat eine Fläche von 22,2 Hektar. Den größten Teil des Schutzgebiets nehmen Mischwälder ein, in dem auch der vom Aussterben bedrohten Zeillers Flachbärlapp zu finden ist. Neben botanischen Besonderheiten leben in den abwechslungsreichen Wäldern auch seltene Tierarten wie Geburtshelferkröte, Hohltaube, Raufußkauz und Kaisermantel.
Als Naturschutzgebiet ist das Gebiet mit einer Größe von 25,8 Hektar seit 2021 ausgewiesen. Es ist weitgehend flächengleich mit dem FFH-Gebiet, umfasst aber zusätzlich den weiteren Bachlauf des Silberbornbachs bis zur Ortsgrenze von Münchhausen.